# Félix de Costecaude de Saint-Victor
Félix de Costecaude de Saint Victor est un homme politique français né le 13 mai 1788 à Paris et décédé le 29 juillet 1849 au château de La Cadissière (Tarn).
Officier sous le Premier Empire et la Restauration, il prend sa retraite comme chef d'escadron de la garde royale. Il est député du Tarn de 1848 à 1849, siégeant à droite, avec les légitimistes

## Distinction
- Officier de la Légion d'honneur (1823)
  -  Chevalier de la Légion d'honneur (1815)

## Sources
- « Félix de Costecaude de Saint-Victor », dans Adolphe Robert et Gaston Cougny, Dictionnaire des parlementaires français, Edgar Bourloton, 1889-1891 [détail de l’édition]

1. ↑  « Biographies (1789-1889) Tome 5 (SAINT-MARC-GIRARDIN_SAINTE-CROIX) »  [PDF], sur https://www.assemblee-nationale.fr/